# Heavy Logistics Vehicle Wheeled
Heavy Logistics Vehicle Wheeled (HLVW) – kanadyjska ciężka ciężarówka wojskowa. Używana przez Kanadyjskie Siły Zbrojne od roku 1992. Licencyjna wersja ciężarówki Steyr 1491 Percheron.
HLVW jest kanadyjską wersją licencyjną austriackiej ciężarówki Steyr 1491 Percheron, jednakże zastosowano kilka modyfikacji.
Pojazd przystosowano do wykonywania różnych zadań. Jego ładowność waha się od 10 do 16 ton, zależnie od wersji.